# Mistrzostwa Panamerykańskie w Judo 2022
Mistrzostwa panamerykańskie i Oceanii odbywały się w dniach 15–17 kwietnia 2022 roku w Limie, na terenie Villa Deportiva Nacional. W tabeli medalowej tryumfowali judocy z Brazylii.

## Klasyfikacja medalowa
Gospodarz zawodów został zaznaczony kolorem.
| Miejsce | Państwo           |    |    |    | Razem |
| ------- | ----------------- | -- | -- | -- | ----- |
| 1       | Brazylia          | 8  | 5  | 3  | 16    |
| 2       | Kuba              | 2  | 3  | 2  | 7     |
| 3       | Stany Zjednoczone | 1  | 1  | 6  | 8     |
| 4       | Kanada            | 1  | 1  | 4  | 6     |
| 5       | Wenezuela         | 1  | 1  | 0  | 2     |
| 6       | Australia         | 1  | 0  | 5  | 6     |
| 7       | Kostaryka         | 1  | 0  | 0  | 1     |
| 8       | Peru              | 0  | 3  | 1  | 4     |
| 9       | Chile             | 0  | 1  | 1  | 2     |
| 10      | Dominikana        | 0  | 0  | 5  | 5     |
| 11      | Kolumbia          | 0  | 0  | 1  | 1     |
| .       | Nowa Zelandia     | 0  | 0  | 1  | 1     |
| .       | Panama            | 0  | 0  | 1  | 1     |
| Razem   | Razem             | 15 | 15 | 30 | 60    |

## Medaliści

### Mężczyźni
| Konkurencja: | Złoto:             | Srebro:           | Brąz:                                    |
| −60 kg       | Sebastián Sancho   | Danny Porte       | Josh Katz Bernabé Vergara                |
| −66 kg       | Eric Takabatake    | Juan Postigos     | Willian Lima Ari Berliner                |
| −73 kg       | Dominic Rodriguez  | Alonso Wong       | Antoine Bouchard Magdiel Estrada         |
| −81 kg       | Guilherme Schimidt | Vinicius Panini   | Étienne Briand François Gauthier-Drapeau |
| −90 kg       | Iván Silva         | Marcelo Gomes     | Robert Florentino John Jayne             |
| −100 kg      | Shady El Nahas     | Rafael Buzacarini | Daryl Yamamoto Kayhan Takagi             |
| ponad 100 kg | Andy Granda        | Rafael Silva      | Francisco Solís Christian Konoval        |

### Kobiety
| Konkurencja:    | Złoto:             | Srebro:                     | Brąz:                                 |
| −48 kg          | Amanda Lima        | Mary Dee Vargas             | María Celia Laborde Estefanía Soriano |
| −52 kg          | Larissa Pimenta    | Angelica Delgado            | Kelly Taylor Deguchi Tinka Easton     |
| −57 kg          | Jessica Lima       | Arnaes Odelín               | Rafaela Silva Mariah Holguin          |
| −63 kg          | Katharina Haecker  | Catherine Beauchemin-Pinard | Cindy Mera Yusmari Reyes              |
| −70 kg          | Elvismar Rodríguez | Luana Carvalho              | Aoife Coughlan Maria Portela          |
| −78 kg          | Mayra Aguiar       | Karen León                  | Moira de Villiers Eiraima Silvestre   |
| ponad 78 kg     | Beatriz Souza      | Yuliana Bolívar             | Moira Morillo Nina Cutro-Kelly        |
| mikst drużynowo | Brazylia           | Kuba                        | Australia · Dominikana                |